# رهاب قيادة السيارة
رهاب قيادة السيارة ويدعى أيضاً الخوف من القيادة هو نوع من الخوف ينتاب البعض عند قيادة السيارات. ويُمكن لهذا الخوف أن يكون حادا شديدا ومستمرا أو رهاب. كما يُمكن لهذا الخوف أن يزيد ليصبح رهاب خلال أماكن القيادة الصعبة مثل القيادة في الطرق السريعة  أو في حركة المرور المزدحمة.

## الأعراض
قد يواجه الناس الذين يعانون من هذا الرهاب شعور بالارتجاف والتعرق وتسارع النبض وفقدان الإحساس بالواقع وأفكار حول فقدان السيطرة أثناء القيادة حتى في الأماكن التي تكون أمنة إلى حد معقول. ويجعل هذا الخوف العديد من الناس يتجنبون القيادة أو يخلقون أعذار لكي لا يقودون أو حتى رفض الحصول على رخصة قيادة لسنوات. أما بالنسبة لأولئك الذين يعانون من اضطراب ما بعد الصدمة قد يواجهوا أفكار دخيلة أو أحلام حول الحادث الأصلي وذلك خلال القيادة أو لا أو قلة الاستجابة العاطفية أو الانفعال. 

## الأسباب
هناك ثلاث أسباب رئيسية  لرهاب قيادة السيارة وتتميز ببدايتها: 
السبب الأول  وهو الأكثر شيوعاً هي الحوادث المرورية. تسبب هذه الحوادث اضطراب مابعد الصدمة بسبب رهاب قيادة السيارة حيث يتطور الخوف نتيجة لحدث مؤلم. عادة يُسبب هذا النوع من المواقف شعور الخوف من القيادة فقط في مواقف مرتبطة بالسبب الأساسي بالرغم من أنها قد تكون مسببة لشعور الخوف من القيادة بشكل كامل. 
السبب الثاني الأكثر شيوعاً  هو رهاب قيادة السيارة كنوع من الرهاب المحدد وذلك لأن القيادة تتضمن بعض الخطر واحتمالية حدوث تصادم فبالتالي سوف يشعر الأشخاص بالخوف أو الحذر. ولكن للبعض الأخر من الناس سوف يُسبب الخوف من الاصطدام أو فقدان السيطرة على السيارة أو كونه في موضع نقد أو خطر الشعور بالهلع. فيصنف هذا الأمر على أنه رهاب عندما لا يعكس القلق مقدار الخطر بشكل معقول .
السبب الثالث والأقل شيوعاً مرتبط برهاب الخلاء وهو القلق الناتج عن نوبة هلع أثناء التواجد في الأماكن المزدحمة والعامة. إحدى جوانب رهاب الخلاء هو عدم القدرة على السفر لمسافات طويلة خارج المنزل، حيث أنه يُمكن للمصاب برهاب الخلاء أن يشعر بأنه يضع نفسه في وضع مخيف أثناء القيادة  فبالتالي يُصاب برهاب قيادة السيارة. 

## العلاج
العلاج الشائع في الحالات الخطرة هو العلاج السلوكي تحديداً إزالة التحسس وهناك علاجات ذاتية أخرى تتضمن بشكل أساسي علاج  التعريض وتقنيات الاسترخاء أثناء القيادة ويساعد أيضاً التدريب الإضافي على القيادة والممارسة مع مدرس معتمد الشخص على أن يصبح أكثر ثقة وأقل عرضة للشعور بالقلق. ويُعتبر العلاج الفعلي الواقعي إحدى الطرق المستجدة لمعالجة مثل هذا الخوف حيث أن التعرض والممارسة المستمرة للقيادة سوف تقلل بشكل ملحوظ الأعراض التي يشعر بها الشخص وتجعل قراءات معدل تسارع القلب والاكتئاب والضيق الذاتي واضطراب ما بعد الصدمة طبيعية. 

## حالات مرتبطة
غالباً ما يصف أولئك الذين يعانون من خوف القيادة أعراض تتوافق مع اضطرابات القلق المتنوعة وذلك يتضمن اضطرابات الهلع ورهاب الخلاء والرهاب المحدد والرهاب الاجتماعي. 

## علم الأوبئة
سوف يعاني معظم الناس من قلق القيادة إلى حد ما لأن القيادة بطبيعتها خطرة ولكن ليس بالضرورة أن يصل القلق إلى درجة الرهاب.
25% - 33% من الناس الذين تعرضو لحادث وأُحيلت حالتهم إلى المستشفى عانوا من خوف القيادة. 
يعتبر غالبية الذين يعانون من رهاب قيادة السيارة أنفسهم بأنهم سائقين أكثر حذراً من البقية على الرغم من أنهم أقل استرخاءً.